# Ministerio de Salud y Cuidado Infantil (Zimbabue)
El Ministerio de Salud y Cuidado Infantil (MoHCC) es el ministerio gubernamental responsable de la salud pública y su mantenimiento en Zimbabue. El general retirado Constantino Dominic Chiwenga es el actual titular de este ministerio, desde julio de 2020.
Chiwenga reemplaza a Obadiah Moyo, quien ejercía el cargo desde septiembre de 2018, y fue destituido por el presidente de Zimbabue, Emmerson Mnangagwa, por "tener una conducta inapropiada para un ministro de gobierno". Esto ocurrió después de que Moyo fuera arrestado y acusado de tres cargos de abuso criminal del deber como funcionario público, por su presunta participación en una estafa de que involucra decenas de millones de dólares. La Secretaria Permanente fue la Dra. Agnes Mahomva, quien en 2018 reemplazó al General de División Dr. Gerald Gwinji. El Dr. Mahomva es ahora el Coordinador Jefe de la respuesta nacional al COVID-19 en la Oficina del Presidente y el Gabinete.
El Ministerio se encarga principalmente de supervisar los hospitales del país. 

## Lista de Ministros

### Ministros de Salud de Rodesia (1965-1979)
| N.º | Nombre            | Inicio                  | Fin  | Partido |
| --- | ----------------- | ----------------------- | ---- | ------- |
| 1   | Ian Finlay McLean | 11 de noviembre de 1965 | 1966 | RF      |
| 2   | Rowan Cronjé      | 1966                    | 1979 | RF      |

### Ministros de Salud de Zimbabue Rodesia (1979)
| N.º | Nombre                       | Inicio               | Fin                     | Partido   |
| --- | ---------------------------- | -------------------- | ----------------------- | --------- |
| -   | Silas Mundawarara (interino) | 1 de junio de 1979   | 15 de agosto de 1979    | UANC      |
| 1   | David Zamchiya               | 15 de agosto de 1979 | 12 de diciembre de 1979 | ZANU – PF |

### Ministros de Salud y Cuidado Infantil de Zimbabue (1980-Actualidad)
| N.º | Nombre                                 | Inicio                   | Fin                      | Partido   |
| --- | -------------------------------------- | ------------------------ | ------------------------ | --------- |
| 1   | Herbert Ushewokunze                    | 1980                     | 1982                     | ZANU – PF |
| 2   | Sydney Sekeramayi                      | 1982                     | 1986                     | ZANU – PF |
| 3   | Timothy Stamps                         | 1986                     | Agosto de 2002           | ZANU – PF |
| 4   | David Parirenyatwa                     | Agosto de 2002           | 13 de febrero de 2009    | ZANU – PF |
| 5   | Henry Madzorera                        | 13 de febrero de 2009    | 10 de septiembre de 2013 | MDC – T   |
| 6   | David Parirenyatwa                     | 10 de septiembre de 2013 | 10 de septiembre de 2018 | ZANU – PF |
| 7   | Abdías Moyo                            | 10 de septiembre de 2018 | 7 de julio de 2020       | ZANU – PF |
| 8   | Gral. (r) Constantino Dominic Chiwenga | 4 de agosto de 2020      |                          | ZANU – PF |